# Dos Torres
Dos Torres település Spanyolországban, Córdoba tartományban. Dos Torres Alcaracejos, Villaralto, El Viso, Santa Eufemia, Almodóvar del Campo, El Guijo, Torrecampo, Pedroche, Pozoblanco és Añora községekkel határos. Lakosainak száma 2365 fő (2024).

## Népesség
A település népessége az elmúlt években az alábbi módon változott:
| Lakosok száma | 2597 | 2609 | 2592 | 2570 | 2555 | 2442 | 2453 | 2411 | 2399 | 2365 |
|               | 2001 | 2004 | 2006 | 2009 | 2011 | 2014 | 2016 | 2019 | 2021 | 2024 |